# 轩辕伏魔录
《軒轅伏魔錄》是大宇资讯出品的一款戰略角色扮演遊戲，於2001年2月10日在台湾发行，同月月底由上海育碧在中国大陆发行。

## 系統介紹
本作的系統是敵我雙方分別交替行動，當畫面上出現「神差」的時候是我方回合，出現「鬼使」的時候則是敵方回合。

## 剧情介紹
遠古時代以來，就有一群武藝精湛，存有古風的俠士，他們被稱為「墨者」，世世代代持有保護煉妖壺的職責。
時間流逝了數千年，墨者的傳人‧輔子洵因小師妹‧朱媛沅的貪玩導致煉妖壺中的惡魔‧九天逃出煉妖壺的桎梏，為了報復自己被封印的痛楚，九天摧毀了墨門，並且占據了朱媛沅的身體，為了奪回煉妖壺，輔子洵獨自一人踏上旅程。

## 人物介紹
1.可加入隊伍之隊員
- 輔子洵

20歲，武器為劍。輔子洵幼時雙親皆亡，幸為墨門鉅子朱衍收入門下，是墨門大弟子。20歲時受命下山降妖伏魔，以歷練一番，並期待輔子洵此行歸來，即可接任掌門之位。輔子洵甫下山，便因小師妹盜取煉妖壺，為幫輔子洵除妖而開壺念咒；不料讓妖狐九天噬她魂魄、占據皮囊，輔子洵也被重擊昏厥。賴平原村丁神醫父女救治多日醒後，擔心墨門尚有變故而與丁芸回山；卻見屍橫遍野，墨門只剩得他一人！之後與丁芸踏上尋回煉妖壺的道路。結局取回煉妖壺後，與丁芸一起於少淵峰重整墨門。
- 丁芸

17歲，武器為針，第二話加入。丁芸六歲時即失恃，由於父親是神醫，耳濡目染下，也有非凡的醫術。個性溫柔善良，總是相信改過遷善比得上任何作孽。因擔心輔子洵傷勢未癒，便急忙跟著輔子洵上少淵峰。安葬墨門子弟後，隨輔子洵因尋壺心切離去而趕忙下山，卻發現平原村已遭妖孽滅村，父親亦斃命！之後與輔子洵踏上尋回煉妖壺的道路。結局在大敗九天、七色請求刀下留人時，替輔子洵擋下致命一擊死去。隨後九天被打回原形，離開小師妹身體，丁芸的魂魄附身其中。取回煉妖壺後，與輔子洵一起於少淵峰重整墨門。
- 江無雙

15歲，武器為黃金大刀，第四話加入。汴涼金刀門門主江丰的獨身愛女，個性蠻橫驕縱、任性妄為。某日負氣離家南下，遭盜賊攔路搶劫。打敗強盜後，江無雙在此據山佔寨，成了蛇眉山的當家。一日輔子洵與丁芸路過，江無雙糾眾行搶，卻遭妖魔襲擊！與主角兩人聯手戰勝後，知道兩人受到妖魔追擊，便覺有趣而執意跟隨。丁芸以怕她誤入歧途為由，說服輔子洵讓她加入。結局擊敗九天後，當上壓鏢鏢頭。
- 左震河

40歲，武器為長槍，第八話加入。河南震威鏢局的總鏢頭，世稱天下第一鏢。武藝超群，堪稱領袖河南，武林中人稱「神槍震八方」。第五話押鏢途中與輔子洵等三人相遇，江無雙玩興又起，定要攪鬧一番，與鏢局趟子手動上了手。一番爭鬥之後驚覺失了鏢車，四人一起從神偷手中追回，並告知主角一行仙狐谷所在便離去。第八話為幫壓鏢兄弟報下毒之仇，隻身追討九天血仇，九天卻開壺放出大量妖魔對付，自己先遁逃。正要出手時，隨遇尋蹤而來的主角一行，勝利後便誓言報仇而加入隊伍。結局擊敗九天後，與清河鎮賈思思共結連理。
- 裘千里

30歲，武器為暗器(鏢)，第六話加入。人稱「江北草上飛」，輕功敏捷迅雷，難能超越，卻用來精進妙手空空之法，所以竊盜能力自也一流。第五話裘千里在樹林中見主角一行和一隊鏢局子動手，一時手癢，趁著混亂中將鏢物摸走，招致四人追來並慘敗。丁芸力勸眾人以監督代替送官，輔子洵再次禁不起丁芸請求，便讓裘千里跟著眾人前行。結局擊敗九天後故態復萌，一次偷鏢遇上了壓鏢的江無雙，被江無雙追著打。
- 冷仲秋

30歲，武器為長劍，第七話加入。劍法無雙，世稱「河東大俠」，又因面冷如鋒，別號「冷面佛」。年輕時遭小人陷害，夫妻皆身中劇毒。妻子其時懷孕，早產後逝去。冷仲秋以內力將毒逼出，然而也失明了。未料早產的女兒雖存活下來，卻是天生血中罹毒！聽聞靈狐內丹可能治癒女兒所中奇毒，因而到處尋覓靈狐。於第七話詢問急忙追趕九天的裘千里和江無雙，如何進入仙狐谷，雙方火燒眉毛、不由分說便打了起來。丁芸隨後出谷，認出冷仲秋，遂以擒九天、奪內丹為由，邀其入伙。結局擊敗九天後，以七色內丹救醒愛女，過著隱居生活。
- 七色

15歲(？)，武器為鞭，第七話加入。仙狐谷主的孫女，為修練數百年的靈狐化成的人形。主角一行來到仙狐谷後，要求九天歸還煉妖壺，九天假意服從，趁機脅持七色，威逼仙狐谷主交出內丹，而使谷主撒手狐寰；七色為追回九天，以感應九天所在之能，一同協助主角一行追擊。結局擊敗九天後，九天自毀內丹，七色請求眾人饒九天一命。最後九天被怒不可遏的輔子洵打回原形，七色便吐出內丹交予冷仲秋，以原形狐狸姿態伴九天左右，時刻關心督導、重頭修煉，不讓九天重蹈覆轍。
- 梁錯

19歲，武器為長火彈、火器，第十話加入。父親是上古兵家後裔，通曉機關巧檻、陰陽之學及五行之變。梁錯卻天生愚鈍，略懂一些機械操作而已。一日梁錯外出返家，卻見主角一行誤闖密林，出不得路，便迷途來到梁家屋前，旋即妖魔來到，雙方開打後，屋內的軒轅劍被九天趁隙取走，梁錯為尋回軒轅劍，便隨主角一行討伐九天。結局擊敗九天後取回軒轅劍，返家過著一如既往的日子。
2.NPC
- 朱媛沅

墨門掌門朱衍愛女，輔子洵的小師妹。第一話為幫輔子洵除妖，擅自偷拿煉妖壺下山，開壺念咒後，誤釋狐妖九天，魂魄叫九天一口吞了！是群魔盡出的起因。
- 朱衍

墨門掌門。因愛女朱媛沅不當使用煉妖壺，讓九天率眾妖滅門身亡。
- 丁群

丁芸的父親，江湖上聞名的神醫，人稱苦煞閻君。於第二話慘遭妖孽毒手。
- 狐仙谷主

九天和七色的爺爺，狐仙谷谷主。第七話遇上追擊九天而來的主角一行，要求九天交還煉妖壺之際，九天挾持七色，脅迫谷主吐出內丹。谷主照做後變回原形而駕「狐」西歸。
- 軒轅劍仙

寄宿軒轅劍中的劍靈，是軒轅劍力量的來源之一。第十話遭九天吸進煉妖壺。第十八話裘千里搶回煉妖壺後，輔子洵唸訣開壺，讓七色進入救回劍仙。
- 軒轅劍僮

寄宿軒轅劍中的劍靈，是軒轅劍力量的來源之一。稱軒轅劍仙為爺爺。第十話向主角一行哭訴劍仙被囚禁煉妖壺中，請求眾人救回，眾人取走僅軒轅劍僮寄宿的軒轅劍，諾其所託，於第十八話裘千里搶回煉妖壺後，劍僮言道劍仙元神耗弱，欲眾人速速拯救劍仙。
3.五將山：遠離中原的極西之地，魔界的大本營。話雖如此，也輕輕鬆鬆讓主角八人挑掉剷除。
- 九天

被困在煉妖壺中三百多年的狐妖，因朱媛沅開壺誤釋，得以逃出生天。為了一吐姑奶奶數百年來的怨氣，接連為非作歹、燒殺擄掠，更於第十九話煉妖壺被搶走後，襲擊朱雀，當上五將山魔界之主。故事最後遭主角一行打回原形，跟著七色一起重新修行。
- 朱雀

五將山魔界之主。因玄武不滿其作威作福甚久，與九天密謀叛變，將朱雀修羅王的位子拉下來，更遭九天吸走功力。第十九話被主角一行殲滅。
- 青龍

魔界五將山東修羅。第八話白虎戰敗回修羅宮後，在朱雀修羅王命令下，讓九天從煉妖壺放出。第九話始與主角一行對上。陸續與主角一行動手好幾回，終在第十九話五將山指前坡被除滅。
- 白虎

魔界五將山西修羅。第八話讓九天從煉妖壺放出，以釋放青龍為交換條件，要求抵擋主角一行，自此與主角一行對上。陸續與主角一行動手好幾回，終在第十九話五將山指前坡被除滅。
- 玄武

與朱雀修羅王打下魔界半邊江山，卻遲遲未得權位，於第十九話不滿而與九天聯手反叛。第十話為助九天取得軒轅劍，率大批妖魔擋住主角一行的去路。在第十九話五將山指前坡被消滅。

## 評價
雖然同樣是由DOMO小組開發的作品，但因為不少原因，本作劣評如潮。
正面評價
- 軒轅劍系列第一款使用3D引擎的遊戲，此遊戲的開發或多或少對之後的軒轅劍肆有些幫助。
- 使用召喚獸時出現的動畫運鏡及特效堪稱系列作之最。

負面評價
- 由於本作的製作時程與《軒轅劍參外傳 天之痕》為同時間製作，因此製作時DOMO小組實際上並沒有多餘人手能夠參與製作[3]，因而導致此遊戲完成度不高。
- 本作雖然使用3D引擎，但人物仍舊使用2D構成，在場景放大的時候不精細的2D角色會出現難看的鋸齒邊緣，此外，場景的3D引擎雖與軒轅劍肆使用一樣的自製成像引擎，但因為是試作品，反倒造成更多問題。
- 由於引擎的不完備，操作系統也有很嚴重的問題，例如未更新版中，使用滑鼠時因為與鍵盤相衝，進而會發生誤判點選的問題。
- 本作的劇情與大多數的軒轅劍系列不同，偏向於「少年漫畫一直線」的基調，顯得善惡過於分明而不像過去的軒轅劍遊戲強調「善惡不分明」，許多從以前就開始玩的軒轅劍玩家對此比較不滿意。